# Phasmocephalon szelenyii
Phasmocephalon szelenyii är en stekelart som beskrevs av Trjapitzin 1977. Phasmocephalon szelenyii ingår i släktet Phasmocephalon och familjen sköldlussteklar.
Artens utbredningsområde är Mongoliet. Inga underarter finns listade i Catalogue of Life.